# 1区現象
1区現象（いっくげんしょう）とは、1996年以降の衆議院議員総選挙の小選挙区において、都道府県庁所在地が存在する1区で自民党候補が対立候補に敗北する現象のこと。

## 概説
日本の選挙では、自民党は農漁村部に強く、野党は都市部に強いという傾向が一般的にあったが、都道府県庁所在地はおおむねその県で最も都会的な地域であり、都道府県庁所在地が存在する1区で自民党候補が苦戦を強いられることが多かった。この現象は小選挙区制度が導入されてから起こり始めたように思われるが、自民党候補が1区で苦戦を強いられる現象は中選挙区時代の1979年の衆院選から起こり始めている。
2000年の衆院選では閣僚経験者や国会や党の重要地位にいた自民党大物候補が野党候補や保守系無所属候補（中には新人候補にも）に負け、比例で復活当選もできなくて落選する現象が都市部で多発し、そのような選挙区は都会的な1区で多かったことから、1区現象と呼ばれるようになった。1996年の衆院選でも1区において野党候補が自民党大物候補に勝つ現象が起きていたが、自民党大物候補が比例復活当選をしている事例が多かったため、2000年の衆院選のような衝撃度はなく、注目されなかった。2000年の場合は自民党比例区上位候補者が単独・重複問わず多かったため、比例同一順位候補の復活当選は4人（その後の繰り上げ当選を入れれば5人）しかおらず、余計に1区現象が目立つこととなった。
2000年以降、総選挙では1区は全体の勝敗を左右すると思われるようになり、大政党が1区対策に力を入れるようになった。
2005年の衆院選では郵政民営化を大きな争点とする総選挙により、都市部で弱かった自民党が都市部で勢いがついて都市部で大勝する一方、都市部で強かった民主党が苦戦を強いられる逆1区現象が発生した。しかし、その次に行われた2009年の衆院選では一転して民主党が優勢に選挙戦を進め、自民党が強いとされた保守王国や大物自民党政治家の存在などのために一度も野党が獲得したことのなかった9選挙区などで民主党が勝利し、過去最大の1区現象（民主旋風）が実現して民主党政権誕生につながった。
なお、自民党が都市部で敗北しやすい現象は、上述のように1970年代後半から発生している。1979年当時は1区現象と言う言葉はまだ使われていなかったが、この年の総選挙で自民党が過半数を大きく割った原因は、都市部に近いほど自民党が議席を取れなかったからである。以後も衆院選で自民党が敗北するときは大抵こうした傾向にあったので、1979年の衆院選がのちに1区現象と呼ばれる発端となった選挙だったといえる。それを象徴する議員が首都東京1区選出の与謝野馨衆議院議員である。与謝野議員は1976年に初当選して以来通算10回当選しているが、過去2回の落選は、都市部で自民党が大敗した1979年と1区現象が完全に定着した2000年である。
多くの地方では民主党の系譜を受け継ぐ党の候補者が当選するが、沖縄の1区においてはオール沖縄が支援する日本共産党の候補が2014年の衆院選以降小選挙区で連続当選しており、大阪の1区においては大阪維新の会を母体とする国政政党（主に日本維新の会の系譜を受け継ぐ党）が2012年の衆院選以降、2017年の衆院選を除いて小選挙区で当選している。

## 1区現象の例
| 選挙区                 | 落選した自民党候補 | 落選した自民党候補     | 当選した野党候補   | 当選した野党候補   | 当選した野党候補   |
| 選挙区                 | 名前               | 役職                   | 名前               | 政党               | 議員歴             |
| 1区における1区現象     | 1区における1区現象 | 1区における1区現象     | 1区における1区現象 | 1区における1区現象 | 1区における1区現象 |
| ---------------------- | ------------------ | ---------------------- | ------------------ | ------------------ | ------------------ |
| 岩手1区                | 玉澤徳一郎         | 農林水産大臣           | 達増拓也           | 自由党             | 衆1                |
| 宮城1区                | 愛知和男           | 元防衛庁長官           | 今野東             | 民主党             | 新人               |
| 栃木1区                | 船田元             | 元経済企画庁長官       | 水島広子           | 民主党             | 新人               |
| 東京1区                | 与謝野馨           | 元通商産業大臣         | 海江田万里         | 民主党             | 衆2                |
| 山梨1区                | 中尾栄一           | 元建設大臣             | 小沢鋭仁           | 民主党             | 衆2                |
| 埼玉1区                | 松永光             | 元大蔵大臣             | 武正公一           | 民主党             | 新人               |
| 香川1区                | 藤本孝雄           | 元農林水産大臣         | 平井卓也           | 無所属             | 新人               |
| 1区以外における1区現象 |                    |                        |                    |                    |                    |
| 東京2区                | 深谷隆司           | 通商産業大臣           | 中山義活           | 民主党             | 衆1                |
| 東京5区                | 小杉隆             | 元文部大臣             | 手塚仁雄           | 民主党             | 新人               |
| 東京6区                | 越智通雄           | 元金融再生委員会委員長 | 石井紘基           | 民主党             | 衆2                |
| 東京7区                | 粕谷茂             | 元北海道沖縄開発庁長官 | 長妻昭             | 民主党             | 新人               |
| 東京16区               | 島村宜伸           | 元農林水産大臣         | 宇田川芳雄         | 無所属             | 新人               |

| 選挙区                 | 落選した自民党候補 | 落選した自民党候補 | 当選した野党候補   | 当選した野党候補   | 当選した野党候補   |
| 選挙区                 | 名前               | 役職               | 名前               | 政党               | 議員歴             |
| 1区における1区現象     | 1区における1区現象 | 1区における1区現象 | 1区における1区現象 | 1区における1区現象 | 1区における1区現象 |
| ---------------------- | ------------------ | ------------------ | ------------------ | ------------------ | ------------------ |
| 茨城1区                | 赤城徳彦           | 元農林水産大臣     | 福島伸享           | 民主党             | 新人               |
| 群馬1区                | 尾身幸次           | 元財務大臣         | 宮崎岳志           | 民主党             | 新人               |
| 長野1区                | 小坂憲次           | 元文部科学大臣     | 篠原孝             | 民主党             | 衆2                |
| 大阪1区                | 中馬弘毅           | 元行革担当大臣     | 熊田篤嗣           | 民主党             | 新人               |
| 鹿児島1区              | 保岡興治           | 元法務大臣         | 川内博史           | 民主党             | 衆4                |
| 1区以外における1区現象 |                    |                    |                    |                    |                    |
| 東京23区               | 伊藤公介           | 元国土庁長官       | 櫛渕万里           | 民主党             | 新人               |
| 愛知9区                | 海部俊樹           | 元内閣総理大臣     | 岡本充功           | 民主党             | 衆3                |
| 大阪18区               | 中山太郎           | 元外務大臣         | 中川治             | 民主党             | 衆1                |

## 1996年以降の1区における勝敗
| 回 | 年     | 与党 | 与党 | 与党 | 与党 | 与党 | 与党 | 与党 | 与党 | 野党 | 野党 | 野党 | 野党 | 野党 | 野党 | 野党 | 野党 | 野党 | 野党 | 野党 | 野党 | 野党 | 野党 | 野党 | 野党 |
| 回 | 年     | 自   | 社   | 公   | 保   | 民   | 国新 | 無   | 計   | 進   | 民   | 由   | 共   | 社   | 国新 | 自   | 公   | 維   | 希   | 立   | 国民 | 日保 | 諸   | 無   | 計   |
| -- | ------ | ---- | ---- | ---- | ---- | ---- | ---- | ---- | ---- | ---- | ---- | ---- | ---- | ---- | ---- | ---- | ---- | ---- | ---- | ---- | ---- | ---- | ---- | ---- | ---- |
| 41 | 1996年 | 22   | 1    | -    | -    | -    | -    | 2    | 25   | 18   | 3    | 0    | 1    | -    | -    | -    | -    | -    | -    | -    | -    | -    | 0    | 0    | 22   |
| 42 | 2000年 | 26   | -    | 1    | 0    | -    | -    | 3    | 30   | -    | 16   | 1    | 0    | 0    | -    | -    | -    | -    | -    | -    | -    | -    | 0    | 0    | 17   |
| 43 | 2003年 | 26   | -    | 1    | 0    | -    | -    | 0    | 27   | -    | 19   | -    | 0    | 0    | -    | -    | -    | -    | -    | -    | -    | -    | 0    | 1    | 20   |
| 44 | 2005年 | 32   | -    | 0    | -    | -    | -    | 1    | 33   | -    | 13   | -    | 0    | 0    | 0    | -    | -    | -    | -    | -    | -    | -    | 0    | 1    | 14   |
| 45 | 2009年 | 8    | -    | 0    | -    | -    | -    | 0    | 8    | -    | 37   | -    | 0    | 0    | 1    | -    | -    | -    | -    | -    | -    | -    | 0    | 1    | 39   |
| 46 | 2012年 | -    | -    | -    | -    | 5    | 0    | 0    | 5    | -    | -    | -    | 0    | 0    | -    | 41   | 0    | 1    | -    | -    | -    | -    | 0    | 0    | 42   |
| 47 | 2014年 | 34   | -    | 0    | -    | -    | -    | 1    | 35   | -    | 9    | -    | 1    | 0    | -    | -    | -    | 2    | -    | -    | -    | -    | 0    | 0    | 12   |
| 48 | 2017年 | 35   | -    | 0    | -    | -    | -    | 0    | 35   | -    | -    | -    | 1    | 0    | -    | -    | -    | 0    | 3    | 4    | -    | -    | 0    | 4    | 12   |
| 49 | 2021年 | 29   | -    | 0    | -    | -    | -    | 0    | 29   | -    | -    | -    | 1    | 0    | -    | -    | -    | 1    | -    | 11   | 2    | -    | 0    | 3    | 18   |
| 50 | 2024年 | 23   | -    | 0    | -    | -    | -    | -    | 23   | -    | -    | -    | 1    | 0    | -    | -    | -    | 2    | -    | 17   | 1    | 1    | 0    | 2    | 24   |

自…自由民主党 社…社会民主党 公…公明党 保…保守党（42）・保守新党（43） 民…（旧）民主党（41）・民主党（42-47） 国新…国民新党 無…無所属
進…新進党 由…（旧）自由党 共…日本共産党 維…（旧）日本維新の会（46）・維新の党（47）・日本維新の会（48以降） 希…希望の党  立…（旧）立憲民主党（48）・立憲民主党（49以降） 国民…国民民主党 日保…日本保守党　諸…自由連合、新社会党など

### 1区で当選した政党別候補
| 選挙区    | 1996年   | 2000年   | 2003年   | 2005年   | 2009年   | 2012年 | 2014年   | 2017年   | 2021年   | 2024年   |
| --------- | -------- | -------- | -------- | -------- | -------- | ------ | -------- | -------- | -------- | -------- |
| 北海道1区 | 民主     | 民主     | 民主     | 民主     | 民主     | 自民   | 民主     | 立憲     | 立憲     | 立憲     |
| 青森1区   | 自民     | 自民     | 自民     | 自民     | 民主     | 自民   | 自民     | 自民     | 自民     | 自民     |
| 岩手1区   | 新進     | 自由     | 民主     | 民主     | 民主     | 民主   | 民主     | 希望     | 立憲     | 立憲     |
| 宮城1区   | 新進     | 民主     | 民主     | 自民     | 民主     | 自民   | 自民     | 自民     | 自民     | 立憲     |
| 秋田1区   | 新進     | 自民     | 民主     | 民主     | 民主     | 自民   | 自民     | 自民     | 自民     | 自民     |
| 山形1区   | 新進     | 民主     | 自民     | 自民     | 民主     | 自民   | 自民     | 自民     | 自民     | 自民     |
| 福島1区   | 自民     | 自民     | 自民     | 自民     | 民主     | 自民   | 自民     | 無（野） | 立憲     | 立憲     |
| 茨城1区   | 自民     | 自民     | 自民     | 自民     | 民主     | 自民   | 自民     | 自民     | 無（野） | 無（野） |
| 栃木1区   | 無（与） | 民主     | 自民     | 自民     | 民主     | 自民   | 自民     | 自民     | 自民     | 自民     |
| 群馬1区   | 自民     | 自民     | 自民     | 自民     | 民主     | 自民   | 自民     | 自民     | 自民     | 自民     |
| 埼玉1区   | 自民     | 民主     | 民主     | 民主     | 民主     | 自民   | 自民     | 自民     | 自民     | 自民     |
| 千葉1区   | 自民     | 自民     | 民主     | 自民     | 民主     | 民主   | 民主     | 自民     | 立憲     | 立憲     |
| 東京1区   | 自民     | 民主     | 民主     | 自民     | 民主     | 自民   | 自民     | 立憲     | 自民     | 立憲     |
| 神奈川1区 | 自民     | 民主     | 自民     | 自民     | 民主     | 自民   | 自民     | 自民     | 立憲     | 立憲     |
| 新潟1区   | 自民     | 自民     | 民主     | 民主     | 民主     | 自民   | 自民     | 立憲     | 立憲     | 立憲     |
| 富山1区   | 自民     | 自民     | 自民     | 自民     | 民主     | 自民   | 自民     | 自民     | 自民     | 自民     |
| 石川1区   | 新進     | 自民     | 民主     | 自民     | 民主     | 自民   | 自民     | 自民     | 自民     | 自民     |
| 福井1区   | 新進     | 自民     | 自民     | 自民     | 自民     | 自民   | 自民     | 自民     | 自民     | 自民     |
| 山梨1区   | 自民     | 民主     | 民主     | 民主     | 民主     | 自民   | 民主     | 無（野） | 自民     | 立憲     |
| 長野1区   | 新進     | 自民     | 自民     | 自民     | 民主     | 民主   | 民主     | 無（野） | 自民     | 立憲     |
| 岐阜1区   | 自民     | 自民     | 自民     | 無（与） | 民主     | 自民   | 自民     | 自民     | 自民     | 自民     |
| 静岡1区   | 新進     | 無（与） | 民主     | 自民     | 民主     | 自民   | 自民     | 自民     | 自民     | 自民     |
| 愛知1区   | 新進     | 民主     | 民主     | 民主     | 民主     | 自民   | 自民     | 自民     | 自民     | 日保     |
| 三重1区   | 新進     | 自民     | 自民     | 自民     | 民主     | 自民   | 自民     | 自民     | 自民     | 自民     |
| 滋賀1区   | 新進     | 民主     | 民主     | 自民     | 民主     | 自民   | 自民     | 自民     | 自民     | 維新     |
| 京都1区   | 自民     | 自民     | 自民     | 自民     | 民主     | 自民   | 自民     | 自民     | 自民     | 自民     |
| 大阪1区   | 自民     | 自民     | 自民     | 自民     | 民主     | 維新   | 維新     | 自民     | 維新     | 維新     |
| 兵庫1区   | 新進     | 民主     | 自民     | 自民     | 民主     | 自民   | 維新     | 自民     | 立憲     | 立憲     |
| 奈良1区   | 新進     | 自民     | 民主     | 民主     | 民主     | 民主   | 民主     | 自民     | 立憲     | 立憲     |
| 和歌山1区 | 新進     | 無（与） | 自民     | 自民     | 民主     | 民主   | 民主     | 希望     | 国民     | 自民     |
| 鳥取1区   | 無（与） | 自民     | 自民     | 自民     | 自民     | 自民   | 自民     | 自民     | 自民     | 自民     |
| 島根1区   | 自民     | 自民     | 自民     | 自民     | 自民     | 自民   | 自民     | 自民     | 自民     | 立憲     |
| 岡山1区   | 自民     | 自民     | 自民     | 自民     | 自民     | 自民   | 自民     | 自民     | 自民     | 自民     |
| 広島1区   | 自民     | 自民     | 自民     | 自民     | 自民     | 自民   | 自民     | 自民     | 自民     | 自民     |
| 山口1区   | 自民     | 自民     | 自民     | 自民     | 自民     | 自民   | 自民     | 自民     | 自民     | 自民     |
| 徳島1区   | 民主     | 民主     | 民主     | 民主     | 民主     | 自民   | 自民     | 自民     | 無（野） | 自民     |
| 香川1区   | 自民     | 無（与） | 自民     | 自民     | 民主     | 自民   | 自民     | 自民     | 立憲     | 立憲     |
| 愛媛1区   | 自民     | 自民     | 自民     | 自民     | 自民     | 自民   | 自民     | 自民     | 自民     | 自民     |
| 高知1区   | 共産     | 自民     | 自民     | 自民     | 自民     | 自民   | 自民     | 自民     | 自民     | 自民     |
| 福岡1区   | 民主     | 民主     | 民主     | 民主     | 民主     | 自民   | 無（与） | 自民     | 自民     | 自民     |
| 佐賀1区   | 新進     | 自民     | 民主     | 自民     | 民主     | 自民   | 民主     | 無（野） | 立憲     | 立憲     |
| 長崎1区   | 新進     | 民主     | 民主     | 民主     | 民主     | 自民   | 自民     | 希望     | 国民     | 国民     |
| 熊本1区   | 新進     | 民主     | 民主     | 民主     | 民主     | 自民   | 自民     | 自民     | 自民     | 自民     |
| 大分1区   | 社民     | 民主     | 無（野） | 民主     | 民主     | 自民   | 民主     | 自民     | 無（野） | 無（野） |
| 宮崎1区   | 自民     | 自民     | 自民     | 自民     | 無（野） | 自民   | 自民     | 自民     | 立憲     | 立憲     |
| 鹿児島1区 | 自民     | 自民     | 自民     | 自民     | 民主     | 自民   | 自民     | 立憲     | 自民     | 立憲     |
| 沖縄1区   | 新進     | 公明     | 公明     | 無（野） | 国新     | 自民   | 共産     | 共産     | 共産     | 共産     |